# Campionato europeo di Formula 2 1971
La stagione 1971 della Formula 2 europea fu disputata su 11 gare. La serie venne vinta dal pilota svedese Ronnie Peterson su March-Cosworth.

## La pre-stagione

### Calendario
| Gara | Nome                                                | Circuito                            | Giri       | Lunghezza           | Data         | Note                                                             |
| ---- | --------------------------------------------------- | ----------------------------------- | ---------- | ------------------- | ------------ | ---------------------------------------------------------------- |
| 1    | Deutschland Trophäe Jim Clark Gedächtinsrennen      | Hockenheimring                      | 20+20      | 40x6.789=271.56 km  | 4 aprile     | Gara su due manche da 20 giri ciascuna.                          |
| 2    | B.A.R.C. "200" Yellow Pages J.Rindt Memorial Trophy | Circuito di Thruxton                | 28+50      | 78x3.791=295,898 km | 12 aprile    | Gara con due batterie di semifinale da 28 giri più finale da 50. |
| 3    | ADAC-Eifelrennen                                    | Nürburgring                         | 10         | 10x22.835=228.35 km | 5 maggio     |                                                                  |
| 4    | Gran Premio di Madrid                               | Circuito di Jarama                  | 60         | 60x3.404=204.24 km  | 16 maggio    |                                                                  |
| 5    | London Trophy Hilton Transport Trophy               | Circuito del Crystal Palace, Londra | 45+50      | 95x 2.238=212.61 km | 31 maggio    | Gara con due batterie di semifinale da 45 giri più finale da 50. |
| 6    | Gran Premio di Rouen                                | Circuito di Rouen                   | 16+25      | 41x6.541=268,181 km | 27 giugno    | Gara con due batterie di semifinale da 16 giri più finale da 25. |
| 7    | Mantorp Trophy                                      | Mantorp Park                        | 36+36      | 72x4.092=294.624 km | 8 agosto     | Gara su due manche da 36 giri ciascuna.                          |
|      | Gran Premio del Mediterraneo                        | Autodromo di Pergusa                | cancellata | cancellata          | 22 agosto    |                                                                  |
| 8    | Flugplatzrennen Jochen Rindt Gedächtinsrennen       | Circuito di Tulln-Langenlebarn      | 35+35      | 70x2.86=200.2 km    | 12 settembre | Gara su due manche da 35 giri ciascuna.                          |
| 9    | Gran Premio d'Albi                                  | Circuito d'Albi                     | 63         | 63x3.636=229.068 km | 26 settembre |                                                                  |
| 10   | Gran Premio di Roma                                 | Autodromo Vallelunga                | 35+35      | 70x3.2=224.0 km     | 10 ottobre   | Gara su due manche da 35 giri ciascuna.                          |
| 11   | Gran Premio Madunina                                | Autodromo Vallelunga                | 65         | 65x3.2=208.0 km     | 17 ottobre   |                                                                  |

## Risultati e classifiche

### Risultati
| Gara | Circuito           | Tempo               | Velocità                  | Pole position      | GPV                                                                  | Vincitore                           | Vettura                         |
| ---- | ------------------ | ------------------- | ------------------------- | ------------------ | -------------------------------------------------------------------- | ----------------------------------- | ------------------------------- |
| 1    | Hockenheim         | 1'27:09.8           | 186.931 km/h              | Ronnie Peterson    | Ronnie Peterson                                                      | François Cevert                     | Tecno-Ford                      |
| 2    | Thruxton           | 1'02:36.2 1'02:36.8 | 181.668 km/h 181.639 km/h | Ronnie Peterson    | Ronnie Peterson                                                      | Graham Hill Ronnie Peterson         | Brabham-Cosworth March-Cosworth |
| 3    | Nürburgring        | 1'20:19.2           | 170.580 km/h              | Derek Bell         | Ronnie Peterson                                                      | François Cevert                     | Tecno-Ford                      |
| 4    | Jarama             | 1'29:42.9 1'29:57.7 | 136.593 km/h 136.218 km/h | Ronnie Peterson    | Tim Schenken                                                         | Emerson Fittipaldi Dieter Quester   | Lotus-Cosworth March-Cosworth   |
| 5    | Crystal Palace     | 0'42:03.0 0'42:07.4 | 159.590 km/h 159.312 km/h | Ronnie Peterson    | Jean-Pierre Jaussaud Tim Schenken Ronnie Peterson Emerson Fittipaldi | Emerson Fittipaldi Tim Schenken     | Lotus-Cosworth Brabham-Cosworth |
| 6    | Rouen              | 0.55:36.3           | 176.450 km/h              | Ronnie Peterson    | François Cevert                                                      | Ronnie Peterson                     | March-Cosworth                  |
| 7    | Mantorp Park       | 1'46:08.2           | 166.554 km/h              | Ronnie Peterson    | Ronnie Peterson                                                      | Ronnie Peterson                     | March-Cosworth                  |
| 8    | Tulln-Langenlebarn | 1'24:32.26          | 142.091 km/h              | Ronnie Peterson    | Tim Schenken                                                         | Ronnie Peterson                     | March-Cosworth                  |
| 9    | Albi               | 1'16:49.1 1'17:49,6 | 178.917 km/h 176.599 km/h | Carlos Reutemann   | Carlos Reutemann                                                     | Emerson Fittipaldi Carlos Reutemann | Lotus-Cosworth Brabham-Cosworth |
| 10   | Vallelunga         | 1'25:57.2           | 156.364 km/h              | Emerson Fittipaldi | Emerson Fittipaldi                                                   | Ronnie Peterson                     | March-Cosworth                  |
| 11   | Vallelunga         | 1'19:49.1           | 156.355 km/h              | Emerson Fittipaldi | Mike Beuttler Dieter Quester                                         | Mike Beuttler                       | March-Cosworth                  |

Note:
Le gare 1, 7, 8 e 10 furono tenute su due manche, con risultato aggregato.
Le gare 2, 5 e 6 furono tenute su due semifinali e una manche finale, della quale viene mostrato il risultato.
Le gare 2, 4, 5 e 9 furono vinte da un pilota graduato, indicato in  corsivo.

### Classifica Piloti
| Punti | 9 | 6 | 4 | 3 | 2 | 1 |

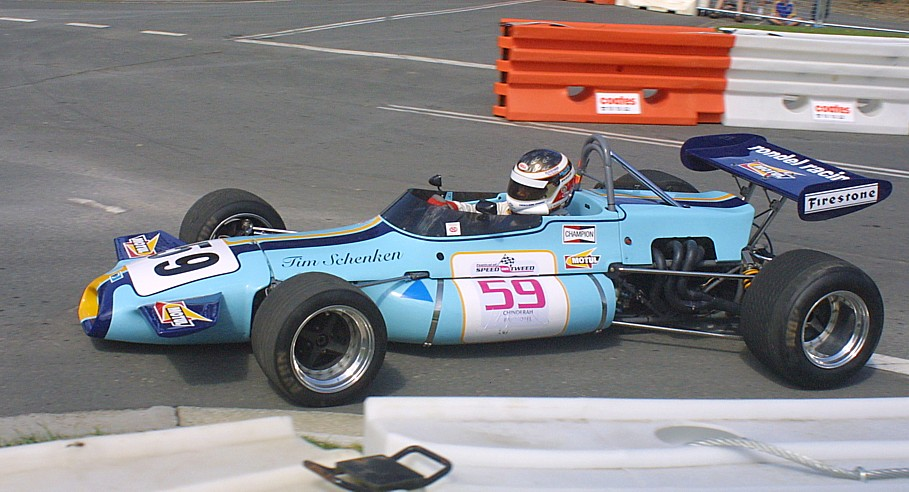
La Brabham BT36 di Tim Schenken

Contano i migliori 8 risultati ma nessun pilota deve scartare. Solo i piloti non graduati prendono punti per la classifica finale.
| Pos. | Nome                 | Paese       | Team                     | Telaio  | Motore | Germania (bandiera) | Regno Unito (bandiera) | Germania (bandiera) | Spagna (bandiera) | Regno Unito (bandiera) | Francia (bandiera) | Svezia (bandiera) | Austria (bandiera) | Francia (bandiera) | Italia (bandiera) | Italia (bandiera) | Punti |
| ---- | -------------------- | ----------- | ------------------------ | ------- | ------ | ------------------- | ---------------------- | ------------------- | ----------------- | ---------------------- | ------------------ | ----------------- | ------------------ | ------------------ | ----------------- | ----------------- | ----- |
| 1    | Ronnie Peterson      | Svezia      | March Engineering        | March   | Ford   | -                   | 9                      | -                   | -                 | 6                      | 9                  | 9                 | 9                  | 3                  | 9                 | -                 | 54    |
| 2    | Carlos Reutemann     | Argentina   | Automovil Club Argentino | Brabham | Ford   | 6                   | -                      | 6                   | 6                 | 3                      | 2                  | 4                 | -                  | 9                  | 4                 | -                 | 40    |
| 3    | Dieter Quester       | Austria     | Eifelland                | March   | BMW    | -                   | -                      | -                   | 9                 | -                      | 6                  | -                 | 4                  | -                  | 6                 | 6                 | 31    |
| 4    | Tim Schenken         | Australia   | Rondel Racing            | Brabham | Ford   | 3                   | 3                      | -                   | -                 | 9                      | -                  | 6                 | 6                  | -                  | -                 | -                 | 27    |
| 5    | François Cevert      | Francia     | Équipe Tecno             | Tecno   | Ford   | 9                   | 4                      | 9                   | -                 | -                      | -                  | -                 | -                  | -                  | -                 | -                 | 22    |
| 6    | Wilson Fittipaldi    | Brasile     | Team Bardahl             | Lotus   | Ford   | 4                   | 2                      | 2                   | 2                 | -                      | -                  | 3                 | 3                  | -                  | -                 | -                 | 16    |
| 7    | Mike Beuttler        | Regno Unito | Team Clarke-Mordaunt     | March   | Ford   | -                   | -                      | -                   | -                 | -                      | -                  | -                 | -                  | -                  | 3                 | 9                 | 12    |
| 8    | Jean-Pierre Jarier   | Francia     | Team Arnold              | March   | Ford   | -                   | -                      | -                   | -                 | -                      | -                  | -                 | -                  | 6                  | -                 | 4                 | 10    |
| 9    | Jean-Pierre Jaussaud | Francia     | Team Arnold              | March   | Ford   | -                   | -                      | -                   | 3                 | 4                      | -                  | -                 | -                  | 2                  | -                 | -                 | 9     |
| 10   | Niki Lauda           | Austria     | Bosch Racing             | March   | Ford   | -                   | -                      | 3                   | 1                 | -                      | 4                  | -                 | -                  | -                  | -                 | -                 | 8     |
| 11   | François Migault     | Francia     | Team Lotus               | Lotus   | Ford   | -                   | -                      | -                   | -                 | -                      | 3                  | -                 | -                  |                    |                   |                   | 7     |
| 11   | François Migault     | Francia     | March Engineering        | March   | Ford   |                     |                        |                     |                   |                        |                    |                   |                    | 4                  | -                 | -                 | 7     |
|      | Gerry Birrell        | Regno Unito | Team J. & J. Stanton     | Lotus   | Ford   | 2                   | -                      | -                   | -                 | 2                      | -                  | 1                 | -                  | -                  | 2                 | -                 | 7     |
| 13   | Derek Bell           | Regno Unito | Williams Racing          | March   | Ford   | -                   | 6                      | -                   | -                 | -                      | -                  | -                 | -                  | -                  | -                 | -                 | 6     |
| 14   | Peter Westbury       | Regno Unito | FIRST                    | Brabham | Ford   | -                   | -                      | 4                   | -                 | -                      | -                  | -                 | -                  | 1                  | -                 | -                 | 5     |
|      | John Watson          | Regno Unito | corridore privato        | Brabham | Ford   | -                   | -                      | -                   | -                 | -                      | -                  | 2                 | 2                  | -                  | 1                 | -                 | 5     |
| 16   | John Cannon          | Canada      | corridore privato        | March   | Ford   | -                   | -                      | -                   | 4                 | -                      | -                  | -                 | -                  | -                  | -                 | -                 | 4     |
| 17   | Carlos Ruesch        | Argentina   | Automovil Club Argentino | Brabham | Ford   | -                   | -                      | -                   | -                 | -                      | -                  | -                 | -                  | -                  | -                 | 3                 | 3     |
| 18   | Vittorio Brambilla   | Italia      | corridore privato        | March   | Ford   | -                   | -                      | -                   | -                 | -                      | -                  | -                 | -                  | -                  | -                 | 2                 | 2     |
|      | Silvio Moser         | Svizzera    | Moser Racing             | Brabham | Ford   | -                   | -                      | -                   | -                 | 1                      | -                  | -                 | -                  | -                  | -                 | 1                 | 2     |
| 20   | Brian Hart           | Regno Unito | Gerard Racing            | Brabham | Ford   | 1                   | -                      | -                   | -                 | -                      | -                  | -                 | -                  | -                  | -                 | -                 | 1     |
|      | Alistair Walker      | Regno Unito | Walker Racing            | Brabham | Ford   | -                   | 1                      | -                   | -                 | -                      | -                  | -                 | -                  | -                  | -                 | -                 | 1     |
|      | Helmut Marko         | Austria     | Écurie Bonnier           | Lola    | Ford   | -                   | -                      | 1                   | -                 | -                      | -                  | -                 | -                  | -                  | -                 | -                 | 1     |
|      | François Mazet       | Francia     | Siffert Racing           | Chevron | Ford   | -                   | -                      | -                   | -                 | -                      | 1                  | -                 | -                  | -                  | -                 | -                 | 1     |
|      | Bob Wollek           | Francia     | Rondel Racing            | Brabham | Ford   | -                   | -                      | -                   | -                 | -                      | -                  | -                 | 1                  | -                  | -                 | -                 | 1     |